# 모핑

모핑(Morphing)은 하나의 형체가 전혀 다른 이미지로 변화하는 기법이다. 즉 두 개의 서로 다른 이미지나 3차원 모델 사이의 변화하는 과정을 서서히 나타내는 것을 모핑이라 한다. 특수 효과 전문회사 ILM(Industrial Light and Magic)이 개발한 기법이다. 모핑은 변형(metamorphosis)이란 단어에서 유래되었다.

## 예
마이클잭슨(Michael Jackson)의 Black or White의 뮤직 비디오에서 사용되었다. 여러 사람들의 얼굴이 바뀌는 장면을 보면 쉽게 이해할 수 있다. 대한민국에선 1994년 개봉한 영화 <구미호>에서 여주인공 고소영이 여우로 변신하는 장면 등에서 모핑기법의 CG가 처음 사용되었다.

## 같이 보기
- 수학적 형태학
- 시각 효과